# Jacomijn van der Donk
Jacomijn van der Donk (Arnhem, 14 januari 1963) is een Nederlands beeldend kunstenaar die actief is als sieraadontwerper.

## Biografie
Van der Donk is opgeleid aan de Gerrit Rietveld Academie (1986-1991) te Amsterdam, waar zij les kreeg van onder meer Onno Boekhoudt en Ruudt Peters. In haar sieraden verwerkt zij op intuïtieve wijze ongebruikelijke materialen als geitenhaar en cameralenzen. Ook gebruikt zij objets trouvés als boomschors, zaadbuizen, stenen en takken.